# Поксдорф (Тирингија)
Поксдорф (њем. Poxdorf) општина је у њемачкој савезној држави Тирингија. Једно је од 93 општинска средишта округа Зале-Холцланд. Према процјени из 2010. у општини је живјело 103 становника. Посједује регионалну шифру (AGS) 16074068.

## Географски и демографски подаци
Поксдорф се налази у савезној држави Тирингија у округу Зале-Холцланд. Општина се налази на надморској висини од 240 метара. Површина општине износи 4,1 km². У самом мјесту је, према процјени из 2010. године, живјело 103 становника. Просјечна густина становништва износи 25 становника/km².

## Међународна сарадња
| Мјесто     | Држава   | Врста сарадње | Од    |
| ---------- | -------- | ------------- | ----- |
| Векпибалга | Летонија | партнерство   | 2006. |
| Извор      |          |               |       |